# Thomas Fennell (homme politique)
Pour les articles homonymes, voir Thomas Fennell et Fennell.
Thomas Scott Fennell (9 janvier 1928-27 janvier 2012) est un homme politique canadien de l'Ontario. Il est député fédéral progressiste-conservateur de la circonscription ontarienne d'Ontario de 1979 à 1984.

## Biographie
Né à Toronto en Ontario, Fennell est élu député de la circonscription d'Ontario à la Chambre des communes du Canada en 1979 et réélu en 1980 et en 1984. Il ne se représente pas en 1988.